# Straight Shooter
Straight Shooter è il secondo album in studio del gruppo hard rock britannico Bad Company, pubblicato nel 1975. 

## Tracce
Side 1
1. Good Lovin' Gone Bad (Mick Ralphs) – 3:35
2. Feel Like Makin' Love (Paul Rodgers, Ralphs) – 5:12
3. Weep No More (Simon Kirke) – 3:59
4. Shooting Star (Rodgers) – 6:16

Side 2
1. Deal With the Preacher (Rodgers, Ralphs) – 5:01
2. Wild Fire Woman (Rodgers, Ralphs) – 4:32
3. Anna (Kirke) – 3:41
4. Call on Me (Rodgers) – 6:03

## Formazione
- Paul Rodgers – voce, chitarre, piano
- Mick Ralphs – chitarra, cori
- Boz Burrell – basso
- Simon Kirke – batteria

## Classifiche
| Classifica (1975) | Posizione raggiunta |
| ----------------- | ------------------- |
| Canada            | 3                   |
| Regno Unito       | 3                   |
| Stati Uniti       | 3                   |